# 日本未来の党
日本未来の党（にっぽんみらいのとう、英語: Tomorrow Party of Japan）は、かつて存在した日本の政党。2012年（平成24年）11月28日に結成。同年12月に生活の党に改称し消滅。略称は未来の党、未来。

## 概説
2012年11月28日、第46回衆議院議員総選挙を翌月に控え、乱立した第三極の中で比較的リベラルな小政党を吸収、結成された。もっとも、結党メンバーには保守派の財界人である稲盛和夫も含まれ、また最終的に保守色の強い減税日本も合流した。代表は嘉田由紀子（当時滋賀県知事）。結党直後の国会勢力は民主、自民の二大政党に次ぐ第三党であったが、12月16日の総選挙では議席の8割減という大敗北となった。選挙直後、党内最大勢力の小沢一郎グループ（「国民の生活が第一」出身議員）が公然と嘉田と対立する。嘉田も地盤の滋賀県議会から代表兼任の解消を要求されるなど八方塞がりとなり、12月28日、わずか1ヶ月で第三極の新政党としての命運を終えた。嘉田らを離党に追いやった小沢系は党名を「生活の党」に改称、2014年に「生活の党と山本太郎となかまたち」、2016年には「自由党」と改め、法規上は小沢が主導する形で政党の系譜が続いていたが、一連の事態は「小沢一派による政党乗っ取り」とみなされており、以降の政党は実質的に別物（国民の生活が第一の系譜）として扱われている。分裂後、嘉田らは党内の左派グループと共に同名の政治団体を結成するも、2014年にみどりの風に事実上吸収合併され消滅。さらに、法的な後継政党である自由党も国民民主党(日本 2018)へと吸収合併され、名実共に日本未来の党は消滅した。

## 党史

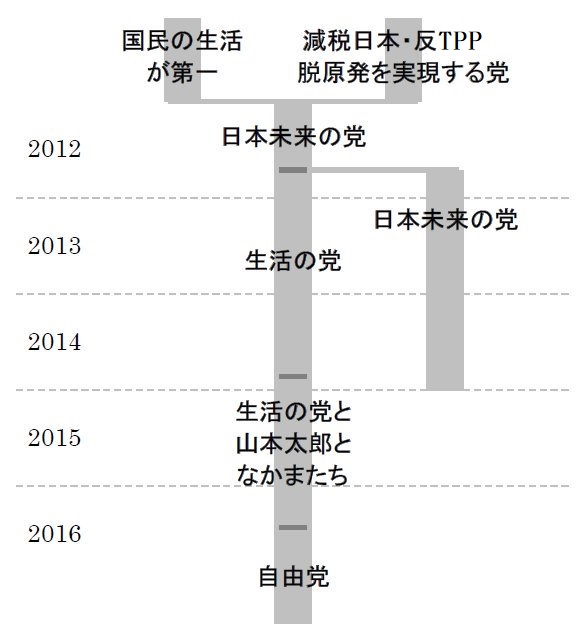
日本未来の党の系譜

### 結党
2012年（平成24年）11月27日、嘉田由紀子が結成を発表し、あわせて党方針として「びわこ宣言」（後述）を発した。翌11月28日、東京都選挙管理委員会を通じて総務大臣に設立届を提出し、政党としてスタートした。その時点における所属の国会議員として以下の8名を届け出た。嘉田及び代表代行の飯田哲也は国会議員歴がなかったため、29日、前日に合流した国民の生活が第一の事務局に党本部の事務を委任した。併せて、飯田の肩書を「代表代行」から「副代表」に移して同じく「副代表」に就任した森裕子と並べ、佐藤公治を財務担当、と主要ポストに国民の生活が第一の出身で第46回衆議院議員総選挙の対象でない参議院議員が就任した。12月1日に発表された役員の人事（後述）で、飯田については再び「代表代行」の肩書に戻され、また山田正彦、阿部知子も「副代表」に追加された。この結果、役職の上では、トップ2が共に非・国会議員、そしてトップ5の内の過半数の3名が女性、という構成となった。

#### 母体となった勢力
- 国民の生活が第一 - 2012年7月に民主党を離党した、小沢一郎率いるグループ。本党の設立と同日・11月28日に党本部で常任幹事会を開き、解党して合流することを決定した[7]。党内最大勢力で、合流直後から党本部の業務を委任されていた。
- 減税日本・反TPP・脱原発を実現する党 -　11月22日に減税日本と反TPP・脱原発・消費増税凍結を実現する党が合併表明し、山田正彦、河村たかしの2名が共同代表。総務省への登記がなされないまま、28日に解党して合流[8]。
  - 減税日本 - 中京地方の地域政党。河村たかし名古屋市長が代表としていた。
  - 反TPP・脱原発・消費増税凍結を実現する党 - 11月19日結成。山田代表、亀井静香幹事長。総務省への登記がなされなかった。
- 阿部知子 - 社会民主党の政策審議会長だったが離党していた。11月27日に参加を表明した[9]。
- みどりの風 - 新興左派政党。合流しないが、3人の前・衆議院議員を移籍させ、選挙協力を行う[10]。

##### その他、共闘した勢力
- 新党大地 - 北海道を地盤とする政党。政策が近いことから協力姿勢を明確にした[11]。
- 社会民主党 - 老舗の左派政党。12月3日、両党で合同記者会見を開き、選挙協力を行うことを発表した。脱原発基本法案[12]の早期成立、消費増税廃止法案の提出、TPP交渉反対を目指す方針などで一致。これらの実現を目指すため「衆院選で競合を極力避け、地域事情も考慮しつつ、可能な限り相互に支持・支援」するとした[13]。

#### 反対勢力
- 「選挙に勝つためだけの政党だ」（安倍晋三・自民党総裁）[14]
- 「生まれて間もない」では済まない、政党としてのあり方が問われる状況（日本共産党）[15]

なお、これらの批判に対し、嘉田や飯田は、小沢を役職に就けないことを示し、小沢の傀儡でない独自の理念を持つ新党であり、あくまでも小沢らが合流しただけだと強調している。

#### その他の政党・政治団体との関係
- みんなの党 - 原発に関する政策が近いため、選挙協力を行うべく政策協議を行っていく方針であったが、合流しない旨を渡辺喜美代表が明言した[18]。
- 日本維新の会 - 代表代行・橋下徹は嘉田とは同じ近畿圏の首長同士として以前から面識があり、日本未来の党の結党直前に「ぜひやっていただきたい。嘉田知事ほど原発について知見のある方はいない」として脱原発をスローガンとする新党の結党を歓迎する意見を述べた[19]。一方で、「僕は政治グループを束ねてきた自信があるが、嘉田知事はその経験がない。脱原発グループができても、何もできないのではないか」、「（嘉田氏には）いくら言っても実行はできない。脱原発は、おまじないではない」と批判も行なっている[20][14]。その後、維新は保守系の石原慎太郎を党代表に招聘し、未来の党とは逆路線を歩んだ。
- 緑の党 - 第46回衆議院議員総選挙では、日本未来の党から立候補する10名の候補者に対して推薦・支持を表明した。その他緑の党の地域組織も独自に候補者を推薦・支持を表明している[21]。
- 対話でつなごう滋賀の会 - 嘉田の県政における与党。それまで一貫して嘉田を支えてきたが、日本未来の党結成については「寝耳に水」「裏切られた」と不快感を表明。早々に衆院選の比例区での自主投票を決定した。日本未来の党は嘉田のお膝元の滋賀県では小選挙区候補を立てられなかった。

### 総選挙の敗北と党内対立
第46回衆議院議員総選挙公示日を翌日に控えた12月3日、インターネット上にアンケートサイトを立ち上げ「プレ総選挙」というネットアンケートを行ったが、投票された結果は「未来」の主張とは反対の意見が多数を占めるなど、逆風が吹いていた。尚、この投票については、12月3日14:30と20:05に2度、投票結果をリセットし、再度同一の問題が提示されるなどなされており、それに対し、批判の声も上がっている。また、このアンケートに対しては当初、未来の党側が、「そのようなサイトのことは聞いていない」などと声明を出すなど、その杜撰な運営等から、「日本未来の党への悪質ないたずらや妨害工作」などと疑う声もあったが、結果的にはJ-CASTニュースの取材で、この党が行っていた企画であることが判明している。
公示日の12月4日、未来の党は比例代表名簿の順位確定が遅れ、全ブロックの名簿の中央選挙管理会への届け出が締め切り直前までずれ込んだ。党内で直前まで順位付けを巡って対立があったためとされるが、詳しい経緯は不明である。なお、参議院議員から立候補を届け出た同党の中村哲治（参院奈良→衆院奈良2区立候補）、姫井由美子（参院岡山→衆院千葉8区立候補）、友近聡朗（参院愛媛→衆院愛媛1区立候補）、外山斎（参院宮崎→衆院宮崎1区立候補）の4名は、公職選挙法の規定により同日付で参議院議員を退職（自動失職）となった（いずれも補欠選挙は実施されず、任期満了まで欠員）。
選挙中のスローガンは「鉛筆もったら未来の党」。
総選挙には121人の候補を擁立したものの、乱立する第三極の中で埋没したうえに民主党などと票を食い合う形となって苦戦し、小選挙区で当選したのは小沢と亀井静香の2人のみ。比例区での当選7人を合わせてもわずか9議席に留まり、代表代行の飯田や閣僚経験者の山岡賢次、山田正彦などの要職経験者が落選。さらには民主党代表である野田佳彦首相への対抗意識から集中的に候補者（特に千葉県の各選挙区に「小沢ガールズ」など）を擁立した南関東ブロックや、合流した減税日本の影響力が強く議席獲得が期待された東海ブロックでも小選挙区で議席を獲得できず、各地で供託金を没収される候補も多数発生するなど記録的な惨敗となった。
なお、国民の生活が第一に残留していた主濱了、はたともこ、藤原良信、平山幸司の参議院議員4名が、衆院選後の同年12月16日付で未来の党に合流（国民の生活が第一は同日付で解党）したため、未来の党の参議院の勢力は再び8名に戻った。
選挙後、嘉田と小沢の仲は早くも不穏になる。20日、京都で嘉田は小沢と会談し、共同代表に阿部知子、幹事長に鈴木克昌を充て、総選挙で落選した飯田代表代行を続投させる党執行部案を提案した。これに対して小沢系の議員は小沢または小沢に近い議員の起用を求め、嘉田、飯田ラインとの間に齟齬をきたすようになっていった。また嘉田の「身内」でも、滋賀県議会を中心に滋賀県内から嘉田が県知事と政党の党首を兼務することに対する批判が叫ばれるようになってきた。12月19日、20日の両日にわたって行われた滋賀県議会で自民党を中心とする保守系会派から知事か党首のどちらを辞任することを要求された。
24日、首班指名に先立ち両院議員総会が開催され、嘉田から共同代表に阿部、幹事長に鈴木、更に顧問に小沢と亀井をそれぞれ充て、飯田を代表代行に続投させる執行部案が提案された。これに対して小沢系の議員からは小沢共同代表案が提案されたが、嘉田は小沢は党の要職には就けない方針を堅持するとして拒否し、結論を持ち越した。
26日、両院議員総会が行われた。この議員総会は嘉田が開催中止を命令したが、小沢系によって強行され、首班指名選挙で森裕子副代表に投票することを決めた。嘉田、飯田ラインと小沢系の対立は決定的となり、両方に与しない亀井は党内対立を理由に自身は離党を表明するとともに、嘉田、小沢の双方に速やかな解党を勧めた。同日、嘉田は滋賀県庁で会見を開き、人事案が入れられなかったことを理由に、未来の党を分党することを表明した。しかし27日、旧国民の生活が第一に所属する衆議院議員7名と参議院議員8名が「生活の党」に党名を変更して存続、阿部知子衆議院議員1名による政治団体「日本未来の党」が新たに設立されることとなったため、政党助成法上の分割の要件を満たさないこととなり、議員数が5人未満である嘉田・阿部側は政党交付金を受け取ることができないこととなった。仮に政党助成法上の分割（旧党を一旦解散した上で2つの新党を新たに設立する）を行っていれば、嘉田・阿部側も衆院選の得票率に基づき政党交付金を受け取ることができたが、嘉田はこの件について周辺に「党分裂がカネ目当てと思われたくない」と語っている。嘉田は国会議員4名を抱えるみどりの風と阿部が合流すれば政党要件を満たすとして、みどりの風に合流を呼びかけたが、拒絶された。なお、上記の経緯により阿部は比例議員の移籍制限の規定の適用を受けることとなる。この一方で、同じく離党した亀井は独自にみどりの風へ合流している。
12月28日に、団体名を「生活の党」へ、代表者を「森裕子」へ異動する旨を総務省へ届け出た。

## 理念、政策
「びわこ宣言」として以下の6つの基本政策を提示した。それに続けて「未来への約束」と題し、その「びわこ宣言」を詳細化・具体化した政策を発表した。

### 原発を段階的に削減する「卒原発」
- 東京電力を破たん処理し[42]、福島第一原発からの放射能汚染の拡大や損害賠償や被ばく防護などを国が直轄する。
- 電気料金の値上げ相当分を交付国債の形で電力会社に給付し、その償還は、再生可能エネルギー普及と3年で進める発送電分離によって得られる電力会社の送電料の収益増から回収する[43]。
- 大飯発電所（福井県おおい町[注釈 6]）の稼動を停止する。使用済み核燃料再処理工場（青森県六ヶ所村）と「もんじゅ」（福井県敦賀市）を即時廃止する[44]。
- 発送電分離など電力システム改革を貫徹して公正な競争を促す。
- 大胆な省エネルギーや再生可能エネルギーの飛躍的な普及を実現して石油・石炭への依存を減らし、地域の雇用を拡大し、経済を活性化する。

### 女性や子供が生きやすい社会を作る「活女性、子ども」
- 中学卒業までの子どもに年間31万2千円（月額2万6千円）の手当を支給し、その一部を「子育て応援券」とする[45]
- 結婚、出産が女性のキャリア形成に不利にならない社会を創る。
- 子どもが虐待や育児放棄に遭わないよう、親の子育て環境の改善を図る。
- 離婚、別居時に両親が子どもの共同養育計画を作成することを義務化する。
- 家庭、学校、地域が一体となって「子育て」「子育ち」を応援する社会を創る。
- 高校授業料の無償化などを堅持する。
- いじめの撲滅に向け、小、中学生への「心の教育」を実施する。
- 配偶者暴力に対して刑事罰を課すように法改正する。

### 生活不安を取り除く「守暮らし」
- ワークシェアリングを促進し、家庭と仕事の両立ができる社会を創造するとともに、完全雇用を実現する。
- バイオマス資源の活用によって子育て、医療、福祉、教育分野など環境配慮型産業を振興し、戸別所得補償によって農林漁業を活性化し、雇用の創出を進める。
- 若い世代の人材育成・キャリア形成を促進する。
- 非正規社員の正規社員化を促す。
- 税を財源とする最低保障年金や所得比例年金を構築して年金制度の一元化を図る。
- 地域包括ケアや在宅介護の支援体制を強化し、介護制度を充実させる。
- 国民皆保険を堅持し、医療保険制度の一元化を目指す。
- 後期高齢者医療制度を廃止する。

### 消費増税に頼る前に、財政支出の無駄を削る「脱増税」
- 消費増税法を凍結する。
- 新規の政策のために実現な財源は、特別会計の全面見直しなど政治改革、行財政改革、地域主権改革によって捻出する。
- 業界・業種によって損税・益税が生ずるなど、現行の消費税の欠陥を是正する。

### 官僚依存から国民の手による行政司法を目指す「制官僚」
- 各地域のニーズに応えられる財政支援制度を創ることで、東日本大震災の復興を加速させる。
- 政治主導を貫徹できる公務員制度改革を実施する。
- 天下りを全面禁止し、政府関係法人の廃止を行いムダや利権をなくす。
- 国の補助金や政策経費は、原則として自主財源として地方に交付する。
- 国の出先機関（地方支分部局）を都府県広域連合に移管する。
- 司法官僚による国民の権利侵害を止めさせる措置を早急に講ずる。
- 「行政・司法苦情処理第三者委員会」を国会に設置する。

### 食品の安全や医療水準を守りながら品格ある外交を展開する「誇外交」
- 自由貿易のために自由貿易協定（FTA）や経済連携協定（EPA）を積極的に推進する。TPPに反対する。
- 食料安全保障の観点からも、食料自給率50%を目指す。
- 東アジア外交を重視し、アジアの平和の調整機能を果たす。
- 安全保障基本法を制定し、国際連合平和維持活動（PKO）への参加を進める。
- 大災害やテロにも対応できる日本版NSCを創設する。
- 多様な資源外交を通じて安定的なエネルギーの確保を図る。
- 「拉致国家」の汚名を返上するため、国際的な子の奪取の民事上の側面に関する条約（ハーグ条約）を早期に批准するとともに、国内の子どもの連れ去り行為を禁止する。

この「びわこ宣言」には、賛同者として以下の著名人らが名を連ねている。
- 稲盛和夫（京セラ名誉会長）
- 坂本龍一（音楽家）
- 菅原文太（俳優）
- 鳥越俊太郎（ジャーナリスト）
- 茂木健一郎（脳科学者）

代表の嘉田は「全員参加型の雇用による経済成長と生活の安定を目指します。女性がスウェーデン並みになれば道は開ける。環境、観光、健康の3つの分野が重点となります。ダブルインカム・3キッズ」と述べ、女性の社会進出を重視する姿勢を示しているまた、記者団に対して「生活の政策には全体として合意していた。そこに卒原発や女性・子ども政策を私の党首の責任でプラスした」とここまでの経緯を解説している。
しかし、本党の公認を受ける中野渡詔子は、民主党に衆議院議員として在籍していた2012年2月2日に、「東北電力（株）東通原子力発電所1号機の早期の稼働」「東京電力（株）東通原子力発電所1号機の早期工事再開」「エネルギー政策・原子力政策の堅持」という内容の陳情を行う東通村の村長、村議会議長らと共に、「原子力発電所の安全確保と信頼回復」「原子力災害対策の実現・強化」を民主党幹事長室や内閣府や経済産業省に要望していた過去が有る。また、2012年12月1日に行われた日本青年会議所青森ブロック協議会を取材した東奥日報は、中野渡が党の考えとは一線を画した考えであることを報じ、毎日新聞も彼女の発言を受け、「『22年の原発ゼロが公約だが、代替エネルギー提示が前提。安易な廃止論には進まない』とし、大間原発建設や核燃料サイクル推進を唱えた」と報じている。

## 役職

### 役員
2012年（平成24年）12月1日より12月27日まで。
| 代表     | 代表     | 嘉田由紀子                          |
| 代表代行 | 代表代行 | 飯田哲也                            |
| 副代表   | 副代表   | 山田正彦 阿部知子 森裕子            |
| 幹事     | 幹事     | 川島智太郎 佐藤公治 谷亮子 広野允士 |

### 歴代代表一覧
| 代 | 代表 | 代表       | 在任期間                              |
| -- | ---- | ---------- | ------------------------------------- |
| 1  |      | 嘉田由紀子 | 2012年（平成24年）11月28日 - 12月27日 |

生活の党へ改称後の役員・歴代代表については自由党 (日本 2016-2019)#役職を参照。

## 党勢

### 衆議院
| 選挙         | 当選/候補者 | 定数 | 備考 |
| ------------ | ----------- | ---- | ---- |
| （結党時）   | 61/-        | 480  |      |
| 第46回総選挙 | 9/111       | 480  |      |

### 参議院
| 選挙               | 当選/候補者 | 非改選 | 定数 | 備考         |
| ------------------ | ----------- | ------ | ---- | ------------ |
| （結党時）         | 8/-         | -      | 242  |              |
| （2012年12月4日）  | 4/-         | -      | 242  | 鞍替え辞職-4 |
| （2012年12月16日） | 8/-         | -      | 242  | 追加合流+4   |

### 党所属国会議員（結党時）
| 国民の生活が第一から合流                    | 国民の生活が第一から合流            | 国民の生活が第一から合流                | 国民の生活が第一から合流                | 国民の生活が第一から合流           |
| 衆議院議員                                  | 衆議院議員                          | 衆議院議員                              | 衆議院議員                              | 衆議院議員                         |
| ------------------------------------------- | ----------------------------------- | --------------------------------------- | --------------------------------------- | ---------------------------------- |
| 小沢一郎 岩手4区・衆14                      | 山岡賢次 栃木4区・衆5（参2）        | 東祥三 東京15区・衆5                    | 牧義夫 愛知4区・衆4                     | 小宮山泰子 埼玉7区・衆3            |
| 内山晃 千葉7区・衆3                         | 樋高剛 神奈川18区・衆3              | 鈴木克昌 愛知14区・衆3                  | 青木愛 東京12区・衆2（参1）             | 横山北斗 青森1区・衆2              |
| 太田和美 福島2区・衆2                       | 松崎哲久 埼玉10区・衆2              | 岡島一正 千葉3区・衆2                   | 中川治 大阪18区・衆2                    | 古賀敬章 福岡4区・衆2              |
| 渡辺浩一郎 比例東京・衆2                    | 豊田潤多郎 比例近畿・衆2            | 畑浩治 岩手2区・衆1                     | 斎藤恭紀 宮城2区・衆1                   | 京野公子 福島3区・衆1              |
| 石原洋三郎 福島1区・衆1                     | 黒田雄 千葉2区・衆1                 | 岡本英子 神奈川3区・衆1                 | 木内孝胤 東京9区・衆1                   | 木村剛司 東京14区・衆1             |
| 加藤学 長野5区・衆1                         | 萩原仁 大阪2区・衆1                 | 村上史好 大阪6区・衆1                   | 大谷啓 大阪15区・衆1                    | 福嶋健一郎 熊本2区・衆1            |
| 玉城デニー 沖縄3区・衆1                     | 中野渡詔子 比例東北（青森2区）・衆1 | 三宅雪子 比例北関東（群馬4区）・衆1     | 金子健一 比例南関東（千葉11区）・衆1    | 中後淳 比例南関東（千葉12区）・衆1 |
| 菅川洋 比例中国（広島1区）・衆1             | 菊池長右ェ門 比例東北・衆1          | 高松和夫 比例東北・衆1                  | 石井章 比例北関東・衆1                  | 相原史乃 比例南関東・衆1           |
| 川島智太郎 比例東京・衆1                    | 笠原多見子 比例東海・衆1            | 三輪信昭 比例東海・衆1                  | 小林正枝 比例東海・衆1                  | 大山昌宏 比例東海・衆1             |
| 熊谷貞俊 比例近畿・衆1                      | 渡辺義彦 比例近畿・衆1              |                                         |                                         |                                    |
| 参議院議員                                  |                                     |                                         |                                         |                                    |
| 森裕子 参院新潟（2007年）・参2              | 広野允士 比例区（2007年）・参2      | 佐藤公治 参院広島（2007年）・参1（衆4） | 中村哲治 参院奈良（2007年）・参1（衆2） | 姫井由美子 参院岡山（2007年）・参1 |
| 友近聡朗 参院愛媛（2007年）・参1            | 外山斎 参院宮崎（2007年）・参1      | 谷亮子 比例区（2010年）・参1            |                                         |                                    |
| 減税日本・反TPP・脱原発を実現する党から合流 |                                     |                                         |                                         |                                    |
| 衆議院議員                                  |                                     |                                         |                                         |                                    |
| 亀井静香 広島6区・衆12                      | 山田正彦 長崎3区・衆5               | 小林興起 比例東京・衆5                  | 小泉俊明 茨城3区・衆3                   | 平山泰朗 東京13区・衆1             |
| 佐藤夕子 愛知1区・衆1                       | 熊田篤嗣 大阪1区・衆1               | 橋本勉 比例東海（岐阜2区）・衆1         | 水野智彦 比例南関東・衆1                |                                    |
| みどりの風から合流                          |                                     |                                         |                                         |                                    |
| 衆議院議員                                  |                                     |                                         |                                         |                                    |
| 初鹿明博 東京16区・衆1                      | 福田衣里子 長崎2区・衆1             | 山崎誠 比例南関東（神奈川8区）・衆1     |                                         |                                    |
| その他の政党から合流                        |                                     |                                         |                                         |                                    |
| 衆議院議員                                  |                                     |                                         |                                         |                                    |
| 阿部知子 神奈川12区・衆4                    | 辻恵 大阪17区・衆2                  |                                         |                                         |                                    |

### 衆院選直後に合流した国会議員
| 国民の生活が第一から合流 （2012年12月16日付） | 国民の生活が第一から合流 （2012年12月16日付） | 国民の生活が第一から合流 （2012年12月16日付） | 国民の生活が第一から合流 （2012年12月16日付） |
| 参議院議員                                    | 参議院議員                                    | 参議院議員                                    | 参議院議員                                    |
| --------------------------------------------- | --------------------------------------------- | --------------------------------------------- | --------------------------------------------- |
| 主濱了 参院岩手（2010年）・参2                | 平山幸司 参院青森（2007年）・参1              | 藤原良信 比例区（2007年）・参1                | はたともこ 比例区（2007年）・参1              |

### 結党当時非議員
元国会議員
- 前田雄吉[注釈 9] - 衆・3期
- 都築譲[注釈 13] - 衆・2期、参・1期
- 河上満栄[注釈 13] - 衆・1期
- 石田三示[注釈 14] - 衆・1期

後に国会議員に当選
- 長谷川嘉一[注釈 13] - 2017年衆議院議員総選挙で初当選（旧立憲民主党）
- 多ケ谷亮[注釈 13] -  - 2021年衆議院議員総選挙で初当選（れいわ新選組）
- 日吉雄太[注釈 13] - 2017年衆議院議員総選挙で初当選（旧立憲民主党）
- 末次精一[注釈 13] - 2021年衆議院議員総選挙で初当選（立憲民主党）
- 眞野哲 - 2024年衆議院議員総選挙で初当選（立憲民主党）

### 解党後の動向
※解散時の所属国会議員数17名（衆議院議員9名、参議院議員8名）

#### 衆議院議員
- 生活の党→自由党
  - 小沢一郎（→旧国民民主党→立憲民主党）
  - 青木愛（→旧国民民主党→立憲民主党）
  - 村上史好（→旧立憲民主党→立憲民主党）
  - 玉城デニー（→無所属）

- 生活の党→民主党→民進党
  - 畑浩治（→希望の党）
  - 小宮山泰子（→希望の党→旧国民民主党→立憲民主党）
  - 鈴木克昌（→自由党）

- みどりの風→無所属
  - 亀井静香
  - 阿部知子（→民主党→民進党→旧立憲民主党→立憲民主党）

#### 参議院議員
- 生活の党
  - 平山幸司
  - 谷亮子
  - はたともこ
  - 藤原良信

- 生活の党→自由党
  - 主濱了
  - 森裕子（→旧国民民主党→立憲民主党）
  - 佐藤公治（→希望の党→無所属→立憲民主党）
  - 広野允士